# In de strafkolonie
In de Strafkolonie (oorspronkelijke Duitse titel "In der Strafkolonie") is een verhaal geschreven door Franz Kafka en gepubliceerd in oktober 1919. Het speelt zich af in een strafkolonie, waarvan de naam of locatie niet wordt genoemd. In het verhaal geeft een officier uitgebreid uitleg aan een reiziger over een martel- en executiemachine. De machine snijdt de geschonden regel urenlang in de huid van de veroordeelde, waardoor de veroordeelde tussen 6 en 12 uur na start komt te overlijden. In het verloop van het verhaal wordt de geschiedenis van de machine bekend dat sterk verbonden is met de bestuurlijke veranderingen in de strafkolonie.

## Samenvatting
Het verhaal speelt zich geheel af in een strafkolonie. De vier belangrijkste personages zijn de reiziger, de officier, de veroordeelde en de soldaat. Er wordt geen enkele naam genoemd in het verhaal. De reiziger ziet het martel- en executiemachine voor het eerst. De reiziger uit Europa doet onderzoek naar de rechtspraak in verschillende landen. De officier neemt uitgebreid de tijd om de werking van de machine en de achterliggende gedachte te vertellen. De uitleg wordt gegeven net voor het uitvoeren van een terechtstelling. De veroordeelde persoon is al in de machine geïnstalleerd door de officier en een soldaat. De reiziger en de officier communiceren met elkaar in het Frans, wat de soldaat en de veroordeelde niets van begrijpen. De veroordeelde wordt gestraft wegens een aanklacht door een kapitein. De veroordeelde dienaar moest ’s nachts bij iedere klokslag opstaan en de deur bij het kapiteinsverblijf salueren. Toen de kapitein dat een keer controleerde, lag de dienaar te slapen. De veroordeelde kent nog niet de officiële aanklacht, maar de geschonden regel zal door de machine in zijn huid gesneden worden. In dit geval: “Respecteer je meerdere!” Volgens de officier komen de meeste veroordeelden pas na 6 uren achter de geschonden regel. En dan niet door het te lezen, maar door het gevoel van de ingesneden lijnen. Onder de officier, die optreedt als rechter en als beul, hebben aangeklaagden geen recht om zich te verdedigen.
De executiemethode en de manier van veroordeling zijn uitgevonden door de oud-commandant. De nieuwe commandant is aangesteld na de dood van de vorige commandant. De nieuwe commandant is tegen het gebruik van de machine. De commandant weigert middelen voor onderhoud en reparatie te leveren aan de officier. De officier is de enige (openlijke) verdediger van het oude stelsel en gelooft heilig in de onfeilbaarheid van de oude commandant. De officier vermoedt dat de reiziger gebruikt zal worden door de nieuwe commandant om het gebruik van de machine te verbieden. De officier probeert de reiziger te overtuigen om de machine niet te bekritiseren bij de commandant. Nadat de reiziger dit weigert, geeft de officier het bevel aan de soldaat om de veroordeelde uit de machine te halen.
De officier neemt vrijwillig plaats in zijn geliefde machine. De geschonden regel die hij in zijn eigen huid wil laten snijden is “Wees rechtvaardig!” De machine werkt niet meer goed door achterstallig onderhoud. In plaats van langzaam letters in de huid te snijden en een urenlange executie, steekt de machine de officier direct dood.
De reiziger wordt door de soldaat naar het graf van de oud-commandant geleid. Boven de grafsteen is een tafel van het theehuis gezet, omdat de meeste mensen geen respect hebben voor de oud-commandant. Op de grafsteen is door zijn aanhangers geschreven dat hij zal opstaan uit de dood om weer leiding te nemen over de strafkolonie. De reiziger gaat direct naar een schip om zo snel mogelijk het eiland van de strafkolonie te verlaten.

## Nederlandse vertalingen
- "In de strafkolonie" in: Een hongerkunstenaar en andere verhalen, vert. Nini Brunt, 1955
- In de strafkolonie, vert. Willem van Toorn, 2009